# Апухтін Микола Олександрович
Мико́ла Олекса́ндрович Апу́хтін (20 травня 1924, Ташкент, Узбецька РСР, СРСР — 10 листопада 1996, Київ, Україна) — український артист балету, балетмейстер. Народний артист Української РСР (1960).

## Життєпис
Протягом 1934—1942 років навчався в Московському та Ленінградському хореографічному училищах.
1942 року закінчив Ленінградське хореографічне училище, педагог О. І. Пушкін.
22 роки — з 1945 по 1966 рік — працював солістом Київського театру опери та балету.
Під час та по завершенні сценічної кар'єри займався працював викладачем у Київському хореографічному училищі (1951—1971), також був педагогом-репетитором Ансамблю танцю УРСР ім. П. Вірського (1972—1978 та 1984—1996), ще проявив себе як балетмейстер-репетитор Київського театру естради (1981—1984), у 1971—1975 роках викладав у Берлінській балетній школі. Протягом 1978—1981 років керував народним ансамблем танцю Будинку культури «Більшовик» у Києві.
Виконані ним партії:
- Степан — «Лілея» Данькевича,
- Софрон — «Маруся Богуславка» Свєчникова,
- Лукаш — «Лісова пісня» Скорульського,
- головні партії в балетах Чайковського.

Танцював в парі з Лідією Герасимчук.